# Fairview, Dutchess County, New York
Fairview är en ort i Dutchess County i delstaten New York, USA.